# دریای چین جنوبی

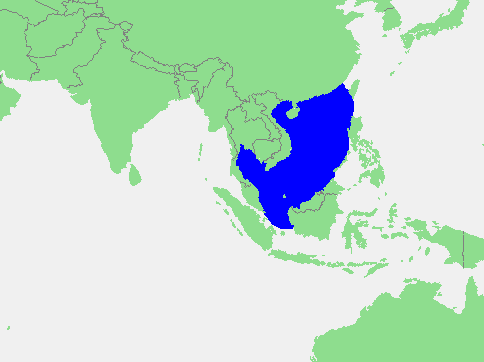
محل دریای چین جنوبی (به رنگ سرمه‌ای) در جنوب شرق آسیا. ناحیه‌ای در حدود ۳ و نیم میلیون کیلومتر مربع

دریای چین جنوبی دریایی حاشیه‌ای است که بخشی از اقیانوس آرام به‌شمار می‌آید و ناحیه‌ای در حدود ۳ و نیم میلیون کیلومتر مربع از سنگاپور تا تنگهٔ تایوان را دربر می‌گیرد. پس از پنج اقیانوس جهان این دریا بزرگ‌ترین ناحیهٔ دریایی جهان است. جزیره‌های واقع بر دریای چین جنوبی که با هم یک مجمع‌الجزایر را تشکیل می‌دهند بالغ بر صدها عدد هستند. این جزیره‌ها که عمدتاً خالی از سکنه هستند و همچنین خود دریا مورد جدال کشورهای مختلف بوده‌اند. به همین علت حتی نام‌های متفاوتی برای اشاره به این دریا به کار می‌رود که البته «دریای چین جنوبی» نام پذیرفته شدهٔ بین‌المللی، حداقل در انگلیسی و زبان‌های اروپایی است و سازمان آب‌نگاری بین‌المللی و سازمان‌های بین‌المللی نیز آن را دریای چین جنوبی می‌نامند (Nan Hai)".

## نام‌های دیگر
ویتنامی‌ها بعضاً این دریا را «دریای شرق» می‌نامند و در فیلیپین بعضاً از اصطلاح «دریای لوزون» (اشاره به جزیرهٔ لوزون در کشور فیلیپین) استفاده می‌شود. در ادبیات فارسی این دریا را آب کبود هم می‌گویند.

## قلمرو آبی

مناقشه‌های دریایی جزایر دریای چین جنوبی.

جمهوری خلق چین تقریباً بر کل دریا و کشورهای ویتنام، فیلیپین، مالزی، برونئی و تایوان هریک بر بخش‌هایی از آن ادعای مالکیت دارند. همچنین این کشورها بر سر جزایر غنی از نفت و گاز اسپراتلی و پارسل اختلاف دارند. ایالات متحده این دریا را از آب‌های بین‌المللی می‌داند و بر حق قانونی کشتی‌ها و زیردریایی‌هایش دررفت‌وآمد در این دریا تأکید می‌ورزد.

## جزایر دریای چین جنوبی
در این دریا بیش از ۲۰۰ جزیره موجود است. بعضی از آن‌ها از این قرارند:
- جزایر اسپراتلی (پراکنده)
- هاینان (ساحل چین)
- لوزون (ساحل فیلیپین)
- پالاوان (ساحل فیلیپین)
- جزایر ناتونا (ساحل اندونزی)
- کو چانگ (در خلیج تایلند)
- آموی (در تنگهٔ تایوان)
- لابوآن (ساحل مالزی شرقی)
- تیومان (ساحل مالزی غربی)
- ردانگ (ساحل مالزی غربی)
- مناطق پرهنتیان (ساحل مالزی غربی)

## مناقشه‌های سرزمینی دریای چین جنوبی
۵ کشور منطقه با هم اختلاف دریایی دارند چین مدعی بزرگ‌ترین سهم در دریا است – منطقه‌ای را که با ۹ خط قرمز مشخص کرده از استان جنوبی هینان چین تا صدها کیلومتر در جهت جنوب و شرق ادامه دارد.
ویتنام استدلال تاریخی چین را مورد اعتراض قرار داده و می‌گوید که تا پیش از دهه ۱۹۴۰، چین هیچ‌گاه ادعایی دربارهٔ حاکمیت ارضی این منطقه نداشته است. ویتنام ادعا می‌کند که در عمل از قرن هفدهم به این سو، این منطقه تحت فرمانروایی این کشور بوده – و مدارک لازم جهت اثبات این ادعا موجود است. مدعی اصلی دیگر در این منطقه فیلیپین است، که نزدیکی جغرافیایی خود به جزایر اسپراتلی را دلیل اصلی ادعای مالکیت بر بخشی از این مجموعه قرار داده است.
فیلیپین و چین هر دو مدعی مالکیت سد ساحلی اسکاربورو (با نام چینی جزیره هوانگ یان) هستند که حدود ۱۶۰ کیلومتر با فیلیپین و ۸۰۰ کیلومتر با چین فاصله دارد.مالزی و برونئی نیز ادعای مالکیت بخش‌هایی از این منطقه را دارند که ادعا می‌کنند، بر اساس کنوانسیون بین‌المللی حقوق دریایی، در منطقه آزاد تجاری آن‌ها قرار گرفته است. برونئی ادعایی دربارهٔ هیچ‌کدام از جزایر مورد مناقشه ندارد ولی مالزی مدعی چند جزیره کوچک از مجمع الجزایر اسپراتلی است. باید به خاطر داشت که تضادهای بین این کشورها، علاوه بر اختلافات مرزی، سوابق دیرین تاریخی دارد. دعاوی ژاپن و چین در مجمع الجزایر سنکاکو نیز بسیار جدی است. آمریکا ادعای چین بر حاکمیت دریایی را مطلقاً غیرقانونی می‌داند.